# I. e. 1
Évszázadok: i. e. 2. század – i. e. 1. század – 1. század
Évtizedek: i. e. 50-es évek – i. e. 40-es évek – i. e. 30-as évek – i. e. 20-as évek – i. e. 10-es évek – i. e. 1-es évek – 1-es évek – 10-es évek – 20-as évek – 30-as évek – 40-es évek
Évek: i. e. 6 – i. e. 5 – i. e. 4 – i. e. 3 –  i. e. 2 – i. e. 1 – Nulladik év – 1 – 2 – 3 – 4

## Események

### Római Birodalom
- Cossus Cornelius Lentulust és Lucius Calpurnius Pisót választják consulnak.
- Augustus unokája, Caius Caesar feleségül veszi Iulia Livillát (Nero Claudius Drusus lányát).

### Kína
- Aj császár megbetegszik és 26 évesen meghal. Végrendeletében kegyencére (és feltehetően homoszexuális szeretőjére), Tung Hszianra hagyja a trónt, de Vang özvegy császárné (az előző császár, Cseng anyja) Aj nyolcéves fiának, Pingnek a nevében magához ragadja a hatalmat és kinevezi maga mellé régensnek unokaöccsét, Vang Mangot. Tung Hszian és felesége öngyilkos lesz.

## Halálozások
- Han Aj-ti, kínai császár
- Tung Hszian, Aj császár kegyence

## Fordítás
- Ez a szócikk részben vagy egészben  a(z)   1 BC című angol Wikipédia-szócikk ezen változatának fordításán alapul.  Az eredeti cikk szerkesztőit annak laptörténete sorolja fel. Ez a jelzés csupán a megfogalmazás eredetét és a szerzői jogokat jelzi, nem szolgál a cikkben szereplő információk forrásmegjelöléseként.